# Ljekoviti matičnjak
Ljekoviti matičnjak (lat. Melissa officinalis) je vrsta trajne biljke iz porodice Lamiaceae prirodnog staništa u južnoj Europi i mediteranskoj regiji. Raste u visinu od 70 do 150 cm. Listovi imaju blag miris nalik na limun i metvicu. Krajem ljeta, na biljci se pojavljuju mali, bijeli cvjetovi puni nektara koji privlače pčele; zbog toga joj je latinski naziv Melissa (grč. pčela). 
Ekstrakt matičnjaka ima antibakterijska, antivirusna i umirujuća svojstva. Upotrebljava se i kao začin.

## Djelotvorne tvari
Listovi matičnjaka sadrže 4 - 7 % derivata hidroksicimetne kiseline, prije svega ružmarinske kiseline (takozvanih labiatenskih trijeslovina), ali i klorogensku kiselinu, kavenu kiselinu i eterično ulje od 0,05 do 0,3 %, kod uzgojnih vrsta i do 0,8 %. Najvažniji sastojci su citral ( 40 - 70 %, kao mješavina geraniola i nerala), citronelal (1 - 20 %) i β-karofilen (5 - 15 %). Ostali sastojci su linalol, geraniol, kariofilen epoksid, germakren D, metilcitronelal, 6-metil-5-hepten-2-on, geranil acetat, α-kopaen i nerol. Sastav eteričnog ulja ovisi o mjestu rasta, klimi,vremenu skupljanja,kao i starosti biljke. Ostali su sastojci još gorke tvari, smola, sluzi, glukozidi, saponini i timol. U svježoj biljci ima i do 253,0 mg /100 g vitamina C.
Od makroelemenata(mg/g) u biljci su nađeni kalij(31,20),kalcij(13,80),magnezij(5,40) i željezo(0,10).Od mikroelemenata(mkg/g) sadrži mangan(24,80),bakar(8,88),cink(46,80),molibden i krom(po 0,24),aluminij(105,68),barij(45,04),vanadij(0,16),selen(0,159,nikl(0,88),stroncij(22,20),olovo(1,76),bor(59,60) i jod(0,05).

## Uporaba
Biljka se rabi kao začin, kao ljekovita, te kao medonosna i u pčelarstvu korisna biljka. Listovi se mogu upotrebljavati kao začin. Ekstrakt se može rabiti u pripravljanju biljnih likera. Može se upotrebljavati za aromatiziranje hladnih napitaka, te salata i umaka, ali i kuhanog voća. Od biljke se može prirediti čaj i biljno vino. Čaj djeluje umirujuće i potiče probavu. Nakon cvatnje biljka gubi fini miris po limunu.
Kao droga se rabe prije svega listovi biljke u cvatu (Melissae folium). Tradicionalno se primjenjuje za reguliranje probave i umirenje kod živčane napetosti i preopterećenja. Čaj, te tekući ili suhi ekstrakti djeluju ponajprije umirujuće, te su dobro sredstvo protiv grčeva. Mogu se trošiti kod nesanice i želučano-crijevnih problema. U te se svrhe često primjenjuje u kombinaciji s drugim umirujuće djelujućim biljem.
Može se rabiti i kao kupka kod upala kože i spolnih organa te za opuštanje. Daljnja su područja primjene problemi sa žuči i hipertona diskinezija. Na temelju sadržaja fenolnougljičnokiselinskih derivata, u prvom redu ružmarinske kiseline, imaju listovi i protumikrobno, te protuvirusno djelovanje. Stoga ih se upotrebljava i za pripravu masti za herpes simpleks.
Paracelzus je matičnjak smatrao za jednu od najboljih biljaka za srce.
Matičnjak je glavni sastojak Karmelićanske vodice, koja se u Njemačkoj i danas proizvodi po izvornoj recepturi.
U pučkoj se medicini primjenjuje i za prehladu, kao i za probleme s cirkulacijom. Svježe iscijeđen sok dobar je za rane. Potiče znojenje i dobar je za uporabu kod groznice i povišene temperature.
Čisto je eterično ulje matičnjaka vrlo skupo, cijena je oko 6 000 eura za kilogram ulja, pa ga se stoga nadomješta uljem citronele, te uljem limunske trave, dok se tkz. indijsko melisino ulje smatra za patvorinu.
Biljka je vrlo cijenjena i u kineskoj, te indijskoj tradicionalnoj medicini, kao i u starogrčkoj medicini (točnije Aviceninoj /Hakim Ibn Sina/ adaptaciji iste) koja se i danas primjenjuje u nekim dijelovime Indije i Afganistana (Unani Tibb).

## Sinonimi
- Melissa officinalis subsp. altissima (Sm.) Arcang.
- Melissa officinalis var. altissima (Sm.) K.Koch
- Melissa officinalis var. cordifolia (Pers.) K.Koch
- Melissa officinalis var. foliosa Briq.
- Melissa officinalis var. graveolens (Host) Nyman
- Melissa officinalis var. hirsuta K.Koch
- Melissa officinalis subsp. officinalis
- Melissa officinalis var. romana (Mill.) Woodv.
- Melissa officinalis var. villosa Benth.

## Vanjske poveznice
- PFAF database Melissa officinalis

|  | Zajednički poslužitelj ima još gradiva o temi Matičnjak |
|  | Wikivrste imaju podatke o taksonu Matičnjak             |